# Kraft-Wärme-Kälte-Kopplung
Die Kraft-Wärme-Kälte-Kopplung (KWKK) ist eine Erweiterung der Kraft-Wärme-Kopplung (KWK): Die von einem Blockheizkraftwerk, einer  Thermischen Solaranlage oder einer Geothermieanlage erzeugte Wärme wird zum Betrieb einer Absorptionskältemaschine oder Adsorptionskältemaschine für die Klimatisierung verwendet. Als Kältetransportmedium dient üblicherweise aufbereitetes Wasser mit einer Vorlauftemperatur von ca. 6 °C. Die Kälteerzeugung kann im Sommer ergänzend zur Wärmeerzeugung im Winter oder in wärmeren Ländern im Ganzjahresbetrieb erfolgen. In einigen Städten, z. B. Chemnitz und Wien, wird KWKK auch großtechnisch betrieben, indem große Absorptionskältemaschinen mit Wärme aus dem vorhandenen Fernwärmenetz gespeist werden. Erfolgt die Kälteerzeugung zentral, wird sie über ein Fernkältenetz an die Abnehmer verteilt. In solche Netze sind zumeist auch Kältespeicher integriert, um Spitzenlasten abdecken zu können.
Obwohl die Absorptionskältemaschine im Gegensatz zu einer elektrisch betriebenen Kompressionskältemaschine höhere Investitionskosten verlangt und auf Grund der größeren Bauvolumina anlagentechnisch schwieriger zu integrieren ist, hat die KWKK ihre Vorteile. Im Sommer dient nicht nur die Warmwasserbereitung als Wärmesenke der KWKK, sondern auch der Verdampfer der Absorptionskältemaschine. Dadurch kann die Zahl der jährlichen Betriebsstunden der KWKK-Anlage deutlich gesteigert und deren Wirtschaftlichkeit verbessert werden. Durch KWKK werden im Vergleich zu KWK und dem zusätzlichen Betrieb von Kompressionskältemaschinen die eingesetzten Primärenergieträger effizienter genutzt und somit Emissionen reduziert.